# Élections législatives de 1881 dans les Ardennes
Les élections législatives de 1881 ont eu lieu les 21 août et 4 septembre 1881.

## Députés élus
|   | Circonscription | Député sortant          |  | Groupe parlementaire | Député élu              |  | Groupe parlementaire |
| - | --------------- | ----------------------- |  | -------------------- | ----------------------- |  | -------------------- |
| 1 | Mézières        | Émile Corneau           |  | Union républicaine   | Émile Corneau           |  | Gauche radicale      |
| 2 | Rethel          | Étienne Drumel          |  | Centre gauche        | Étienne Drumel          |  | Centre gauche        |
| 3 | Rocroi          | Théophile Armand Neveux |  | Union républicaine   | Théophile Armand Neveux |  | Union républicaine   |
| 4 | Sedan           | Auguste Philippoteaux   |  | Centre gauche        | Auguste Philippoteaux   |  | Centre gauche        |
| 5 | Vouziers        | Louis Eugène Péronne    |  | Gauche républicaine  | Louis Eugène Péronne    |  | Appel au peuple      |

## Résultats à l'échelle du département
| Partis         | Partis                     | Premier tour | Premier tour | Sièges |
| Partis         | Partis                     | Voix         | %            | Sièges |
| -------------- | -------------------------- | ------------ | ------------ | ------ |
|                | Républicains modérés       | 27 660       | 44,26        | 2      |
|                | Républicains conservateurs | 15 268       | 24,43        | 2      |
|                | Constitutionnels           | 6 154        | 9,85         | 0      |
|                | Bonapartistes              | 7 237        | 11,58        | 1      |
|                | Républicains radicaux      | 6 175        | 9,88         | 0      |
|                |                            |              |              |        |
| Inscrits       | Inscrits                   | 88 113       | 100,00       | 5      |
| Votants        | Votants                    | 66 275       | 75,22        |        |
| Abstentions    | Abstentions                | 21 838       | 24,78        |        |
| Blancs et nuls | Blancs et nuls             | 3 781        | 5,71         |        |
| Exprimés       | Exprimés                   | 62 494       | 94,29        |        |

## Résultats par arrondissement

### Arrondissement de Mézières
| Candidats      | Candidats            | Étiquette          | Premier tour | Premier tour |
| Candidats      | Candidats            | Étiquette          | Voix         | %            |
| -------------- | -------------------- | ------------------ | ------------ | ------------ |
|                | Émile Corneau        | Républicain modéré | 12 248       | 66,56        |
|                | Adrien de Wignacourt | Constitutionnel    | 6 154        | 33,44        |
|                |                      |                    |              |              |
| Inscrits       | Inscrits             | Inscrits           | 24 048       | 100,00       |
| Votants        | Votants              | Votants            | 18 756       | 77,99        |
| Abstention     | Abstention           | Abstention         | 5 292        | 22,01        |
| Blancs et nuls | Blancs et nuls       | Blancs et nuls     | 354          | 1,89         |
| Exprimés       | Exprimés             | Exprimés           | 18 402       | 98,11        |

### Arrondissement de Rethel
| Candidats      | Candidats      | Étiquette                | Premier tour | Premier tour |
| Candidats      | Candidats      | Étiquette                | Voix         | %            |
| -------------- | -------------- | ------------------------ | ------------ | ------------ |
|                | Étienne Drumel | Républicain conservateur | 7 500        | 54,84        |
|                | Kircher        | Républicain radical      | 6 175        | 45,16        |
|                |                |                          |              |              |
| Inscrits       | Inscrits       | Inscrits                 | 17 216       | 100,00       |
| Votants        | Votants        | Votants                  | 13 975       | 81,17        |
| Abstention     | Abstention     | Abstention               | 3 241        | 18,83        |
| Blancs et nuls | Blancs et nuls | Blancs et nuls           | 300          | 2,15         |
| Exprimés       | Exprimés       | Exprimés                 | 13 675       | 97,85        |

### Arrondissement de Rocroi
| Candidats      | Candidats               | Étiquette          | Premier tour | Premier tour |
| Candidats      | Candidats               | Étiquette          | Voix         | %            |
| -------------- | ----------------------- | ------------------ | ------------ | ------------ |
|                | Théophile Armand Neveux | Républicain modéré | 6 780        | 100,00       |
|                |                         |                    |              |              |
| Inscrits       | Inscrits                | Inscrits           | 13 398       | 100,00       |
| Votants        | Votants                 | Votants            | 8 039        | 60,00        |
| Abstention     | Abstention              | Abstention         | 5 359        | 40,00        |
| Blancs et nuls | Blancs et nuls          | Blancs et nuls     | 1 259        | 15,66        |
| Exprimés       | Exprimés                | Exprimés           | 6 780        | 84,34        |

### Arrondissement de Sedan
| Candidats      | Candidats             | Étiquette                | Premier tour | Premier tour |
| Candidats      | Candidats             | Étiquette                | Voix         | %            |
| -------------- | --------------------- | ------------------------ | ------------ | ------------ |
|                | Auguste Philippoteaux | Républicain conservateur | 7 768        | 83,25        |
|                | Paul Dumarest         | Républicain modéré       | 1 563        | 16,75        |
|                |                       |                          |              |              |
| Inscrits       | Inscrits              | Inscrits                 | 17 801       | 100,00       |
| Votants        | Votants               | Votants                  | 11 051       | 62,08        |
| Abstention     | Abstention            | Abstention               | 6 750        | 37,92        |
| Blancs et nuls | Blancs et nuls        | Blancs et nuls           | 1 720        | 15,56        |
| Exprimés       | Exprimés              | Exprimés                 | 9 331        | 84,44        |

### Arrondissement de Vouziers
| Candidats      | Candidats             | Étiquette          | Premier tour | Premier tour |
| Candidats      | Candidats             | Étiquette          | Voix         | %            |
| -------------- | --------------------- | ------------------ | ------------ | ------------ |
|                | Étienne de Ladoucette | Bonapartiste       | 7 237        | 50,59        |
|                | Louis Eugène Péronne  | Républicain modéré | 7 069        | 49,41        |
|                |                       |                    |              |              |
| Inscrits       | Inscrits              | Inscrits           | 15 650       | 100,00       |
| Votants        | Votants               | Votants            | 14 454       | 92,36        |
| Abstention     | Abstention            | Abstention         | 1 196        | 7,64         |
| Blancs et nuls | Blancs et nuls        | Blancs et nuls     | 148          | 1,02         |
| Exprimés       | Exprimés              | Exprimés           | 14 306       | 98,98        |